# المقاومة 2
المقاومة 2، (بالإنجليزية: Resistance 2)‏ هي أول لعبة فيديو للخيال العلمي التي بها أول شخصية تطلق النار، فقد طُورت اللعبة بواسطة شركة إنسومنياك وتم نشرها بواسطة سوني للأعاب بواسطى البلاي ستيشن 3.&nbspواللعبة صدرت في أمريكا الشمالية يوم 4 نوفمبر 2008، وفي اليابان يوم 13 نوفمبر 2008  وفي أوروبا في 28 نوفمبر 2008. ولعبة المقاومة بجزءها الثاني هي تكملة لأفضل مبيعات بلاي ستيشن 3 حيث تجاوزت لعبة «ريزستنس: فول أوف مان» في عدد المبيعات.

## طريقة اللعب
المقاومة 2 هي حرب للاعب واحد، مع الاعب المتحكم البطل ناثان هيل. تشتمل اللعبة على العديد من الأسلحة من المقاومة : سقوط رجل، فضلا عن أسلحة جديدة، مثل «الرامي» وبندقية صغيرة تسمى «الشبح (عالية السرعة الخارقة للدروع)». الأسلحة هي مزيج من تكنولوجيا الإنسان لسنة 1950 وأكثر تقدما التكنولوجيا الغريبة. على عكس اللعبة الأولى، حيث كان اللاعب قادرا على حمل أسلحة كثيرة علي قدر ما يستطيع حمله المقاومة 2 تحدد للاعب اثنين من الأسلحة (التي تلقت ردود فعل متباينة من المشجعين)، فضلا عن عدد محدود من القنابل اليدوية. المقاومة 2 أيضا لا يستخدم شريط الصحة في حملة لاعب واحد كما فعل في الأولى، ولكن بدلا من ذلك فإنه يستخدم نظام الرعاية الصحية تلقائي التجدد، حيث يجب الحفاظ على لاعبين من خط النار بغية استعادة الصحة.

### متعددة اللاعبين
المقاومة 2 لها ميزات متعددة في نوعين. علي حد سواء الوسائط المتعددة تتقفي اثر أداء اللاعب، واكتساب الخبرة والتي تؤدي إلى المزايا والمكافآت، فضلا عن اسناد اللاعب مرتبة المهارة.
على عكس سابقتها، المقاومة 2 لا تقدم التعاون لحملة لاعب واحد. تعاونية وضع ملامح حملة منفصلة الوضع الذي يمتد موازيا لحملة لاعب واحد. حملة التعاونية تؤيد أي شيء من اثنين إلى ثمانية لاعبين، يأخذن دور مجموعة للقوات الخاصة تسمى «فريق سبكتر». واللاعبون مكلفين بأهداف عديدة في جميع أنحاء الخريطة، لهزيمة جحافل الكمير (كائن خرافي) في هذه العملية. قوة من قوات العدو هو تغيير على أساس عدد اللاعبين، ومستويات مهاراتهم. هناك ثلاث فئات للاختيار من بينها : العمليات الخاصة—تجار الضرر لمسافات طويلة والذي يوفر أيضا الذخيرة ؛ الجنود -- «الدبابات» الذين يتحملون أشد الضرر، والمسعفون—الذين يستنزفون الحياة من الأعداء ونقلها إلى زملائهم.
ملامح الوضع التنافسي يدعم لمدة تصل إلى 60 لاعبا في أي وقت محدد، والتي سجلت رقما قياسيا لأكبر قدر من اللاعبين في لعبة بلاي ستيشن 3 على الإنترنت عندما عرضت للبيع، وهو رقم قياسي الذي تعرض للهزيمة من قبل لعبة الاكشن الضخمة زيبر en:Massive Action Game#Gameplay. خمس وسائط مباريات متوفرة : دثمتش، فريق دثمتش، التقاط العلم (جوهر التحكم)، المناوشة، والانهيار الذي صدر مؤخرا عن طريق التحديث، أضيف الانهيار نظرا لارتفاع الطلب بين مشجعين المقاومة : سقوط رجل، الذين أصيبوا بخيبة أمل مع التغيير العام في هذه اللعبة من قبل المؤرق. المناوشة لديها لاعبون يحصلون على تقسيم إلى خمسة فرق، وتشترك في الهدف القائم علي وكيل المعارك. يمكن للاعبين ان يلعبوا كبشر أو وحوش (و لكن نظرا للتحديثات، يمكن للاعب الآن ان يكون ثنائي، حارس أنثى، أو مدمر) ويقوموا باختيار أسلحتهم قبل وأثناء اللعبة مع إعادة تبادل إطلاق النار.
أسلحة كثيرة تجعل العودة من الأصلي، وأبرزها كاربين، نقطة الهدف، فاري، مثقاب، روزمور ولارك (على الرغم من أن هذا يمكن الوصول إليه فقط باعتباره هائج). ومع ذلك، فإن الكثير من ازعاج المعجبين، لم يعد شاحن القوس والتنين، وبدلا من ذلك تم استبدال شبح البيلوك، جهاز الربط ونبض المدفع. إضافة الهائجين هي ميزة جديدة، ويمكن الوصول إليها فقط إذا وصل اللاعب إلى إكس بي المطلوب عن طريق القتل خلال المباراة. ومنح الهائجون اللاعبين ميزة إضافية، مثل أسلحة جديدة أو إضافة الصحة، ولكن فقط لفترة قصيرة من الزمن.
هناك مجموعة متنوعة من حملة خرائط المؤسسة تبرز الخرائط ذات الأحجام المختلفة (10p، 20p، 40p، 60p) مع اختيار اللاعب للأولويات. ألعاب مخصصة أيضا قدمت العودة، على الرغم من أن خلافا للمقاومة : سقوط رجل، لا يمكن ان يتلقى اللاعبين إكس بي في الألعاب الإلكترونية. نظام الترتيب أيضا مطابق للمقاومة : سقوط رجل، مع إحراز تقدم من خلال 60 لاعب من صفوف خاصة تصل إلى القائد الأعلى. وبعض الرتب المكتسبة من إطلاق العنان الغير قابل للاعبين مثل الهائجين المختلفة والجلود.

## الحبكة الروائية
بعد تدمير برج كيميرا المركزي في لندن عام 1951، استخرج ناثان هيل من قبل جنود الأسود في طائرة (VTOL)، ومخدرا. عندما يصلون الي إدارة المشاريع الخاصة للبحوث «كوخ الإسكيمو» قاعدة في أيسلندا، ولقد هوجم (في تول) من جالوت كيمرا، فقط بقي هيل والجنرال ريتشارد بليك من (إدارة المشاريع الخاصة للبحوث) على قيد الحياة. بينما يقوم الاثنين في شق طريقهم إلى بر الأمان، فهم يواجهون ويعرفون مسبقا بديدالوس المطلق العنان، انه وحش قوي رهيب يتحكم بالوحوش، ولكنه يهرب قبل أن يتمكنوا من إيقافه. عثر هيل وبليك على العالم الروسي فيدور ماليكوف الذي كان يعمل مع إدارة المشاريع الخاصة للبحوث في تحقيقها لفيروس كميرا، وقادرون على ادخاله بأمان لأميركا تماما كما يستخدم هيل قاذفة صواريخ لتدمير جالوت. عرض هيل للحراس، والبعض الآخر مثل هال الذين تعرضوا للفيروس كميرا، مما يعطيهم قوة فوق طاقة البشر وقدراتهم على التجدد، ولكن أخذ حقن منتظمة من مثبط يمنعهم من الاستسلام التام لآثاره. على مدى العامين المقبلين، تم ترقية هيل إلى ملازم، وأصبح جزءا من قوة الحارس المسؤول عن فرقة صدى (يتكون من الرقيب وورنر، أخصائي هوثورن، والعريف كابللي)، وضعت نفس النظام من المثبطات لمنع الفيروس من مزيد من التغيير.
في 15 مايو 1953، شن كيميرا غزوا واسع النطاق في الولايات المتحدة، بالهجوم على هذا البلد من الشرق والغرب. هرب هيل، ماليكوف، ومعظم جنود إدارة المشاريع الخاصة للبحوث من تدمير قاعدتها في (إدارة المشارع الخاصة للبحوث 3) في سان فرانسيسكو بعد أن قتل هيل كميرا وحش البحر، مشارا إلى كراكن. قرب اوريك، كاليفورنيا، تمكنوا من ركوب بارجة الكميرا، وتدميرها من الداخل. ولكن أثناء هروبهم، اسقطوا وتحطمو بالقرب من توين فولز، أيداهو التي تقع على محيط وزير الدفاع عن الحرية. بنجاح نشط هيل وغيره من الحراس اثنين من الأبراج الدفاعية لصد أسطول الكميرا، والتي كانت على وشك خرق المحيط، واصطدم هيل بقفاز عملاق مثل الكميرا، المعروف باسم «الغزال الأم» قبالة واحد من الأبراج، وإرساله ليلقي مصيره المحتوم. رفض هيل العودة إلى قاعدة معاملته المانعة، متجاهلا حقيقة انه تأخر منذ وقت طويل، وبدلا من ذلك يأخذ فرقة المراجع السوداء ل 'محطة سفر التكوين' في برايس كانيون بولاية يوتا من أجل انتزاع ماليكوف من القاعدة. وبنجاح استطاع هيل في استرداد ماليكوف من القاعدة ولكن ليس قبل مواجهة ديدالوس مرة أخرى. فسر ماليكوف لهيل ان ديدالوس اعتداد ان يكون الإنسان المعروفة باسم الأردن آدم شيبارد الخاص، ولكن، جنبا إلى جنب مع هيل، كان جزءا من «مشروع ابراهام»، وجود برنامج عسكري يهدف إلى محاولة لخلق الإنسان -الخرافي المهجن مثل المشقوق. كان شيبارد جزءا من اختبارات ماليكوف، واحدا من الاثنين (الآخر هايل نفسه) الذي حقن بحمض الكميرا النووي. علي عكس هيل، الذي كان قد انتقل اليه الحمض النووي لحملهم على الخضوع، حقن شيبارد حول جثته في شكل يكاد يكون الإنسان ديدالوس، وأعطاه معرفة أصول وأهداف الكميرا، وقدرتها على التحكم في الجيوش.
بعد تعافية ماليكوف، أمر فريق هيل وايكو للذهاب إلى شيكاغو من أجل تنشيط واحدة من أبراج الكميرا المتعددة التي يتم تفعيلها ببطء ببناء الطاقة. بعد قتل هيل ل300 قدم من وحش الكميرا المعروف باسم التنين، ماليكوف قادر على تعطيل ذلك، فقط ليجد البرج الذي اعيد تنشيطه بعد فترة وجيزة من آيسلندا، والسبيل الوحيد لإغلاقها هو السفر إلى هناك. شن حراس وجنود (إدارة المشاريع الخاصة للبحوث) هجوما ضد برج أيسلندا (برج هولار في الخريطة متعددة)، ولكن وجد أن يكون فخا، مع الكثير من القوى التي فقدت. ومع ذلك، استطاع فريق هيل وايكو دخول البرج، فقط ليجدو ديدالوس في انتظارهم. خلال فترة وجودهم في البرج، قتل داليدوس وارنر وهوثورن، وطعن داليدوس هيل في بطنه. استيقظ هيل ووجد أنه بعد ستة اسابيع، وقد تجاوزت الكميرا الدفاعات الأمريكية، مما أسفر عن مقتل أكثر من 80 مليون شخص، وأجبر ما تبقى من الناجين من 3 ملايين علي الانتقال لأميركا في آخر معقل كوكودري، ولاية لويزيانا. اكتشف هيل أيضا أن جسمه استسلم للفيروس لانه مضي وقتا طويلا دون أن يأخذ المضاد، وأنه لديه على الأكثر 3 ساعات فقط، قبل أن يقضي عليه تماما ؛ كابللي، الحارس الوحيد المتبقي بعد هيل، سأل هيل ماذا سيفعل في ساعاته الأخيرة القليلة. قرر هيل استخدام هذا الوقت للمشاركة في الهجوم على غالبية أسطول الكاميرا التي تحلق حاليا فوق خليج المكسيك حول فوهة تشيككسولوب على شبه جزيرة يوكاتان. هيل وكابللي قادرون على استرداد رأس حربي نووي، وتقديمه الي سفينة ديدالوس، ولكن الميجر جنرال ريتشارد بلاك وفريقه، الذين يأخذون الرؤوس الحربية إلى سفينة المفاعل المركزية، تعرضو للقتل، وأنها أخذت من قبل قوات الكميرا وتقديمهم لديدالوس. هيل سيقتل داليدوس بطريقته الخاصة ؛ بالرغم من لمس جثته، هيل فجأة تطغى عليها Psychokinetic قدرات قوية. هرب هيل مع كابللي بعد إعادة تفعيل القنبلة، الانفجار الذي اسفر عن تدمير أسطول الكاميرا ونبضة مماثلة لقوات خطة الإدارة البيئية التي حطمت سفينة هيل.
بعد أن استعاد كابللي وعيه، لاحظ أن هيل في عداد المفقودين. خارجا في المقدمة رأى أن السماء قد تحول لونها إلى الأحمر مع عدد من الكوكب المدمر، مثل مجالات واضحة للعيان في الفضاء مع بحث هيل برهبة عليهم. تذكر هيل كلمات ديدالوس : «هل تسمعهم؟ انهم ينادونا انه جميل!» وانهي بـ«هذه هي البداية فقط.» يرى كابللي ان هيل قد أصبح الآن غارقة تماما بالفيروس ورسميا، على عكس موقفه السابق البغيض لهيل، أجاب، «سامحنى، سيدي، من دواعي الشرف»، ثم أطلق النار على هال من مسافة قريبة في الرأس، من المفترض أنه قتله.

## التطوير
تم كشف النقاب عن اللعبة رسميا في شباط / فبراير 2008 مسألة جيم انفورمر، الذي فصل 8 لاعب حملة تعاونية 60 لاعب متعدد على الإنترنت، وانطلق خريف عام 2008. أول دعابة فيلم قصير 200672656 (بين) ظهرت لأول مرة خلال 11 أبريل عام 2008 طبعة جيم تريلرز تي في، في حين أن أول فيلم قصير للعب وصلت في 13 يونيو 2008، مرة أخرى علي انسومياك جيم تريلرز تيد سعر اللعبة سوف تستخدم لخمسون جيجا بايت من قرص بلو راي و90 الي 100 في المائة من الخلية.
مقارنة ب 50 في المائة من خلية واحدة في فريست.
تم عرض المقاومة 2 في مؤتمر شركة سوني اي ثري 2008 الصحفي، مع عرض حي لمظاهرة لعبة تنين رئيسة المعركة. والوضع المتعدد كان متاحا للعب على أرض المعرض، في حين أن اللاعب الواحد مبين في صالة لجنة الخبراء.
اللعبة التي عرضت مسبقا نموذج السلاح الذي يسمى تابر، والذي من شأنه أن يطلق النار أنابيب وينشئ نافورة الدم، ولكن هذا السلاح هو في نهاية المطاف من خفض للمنتج النهائي.
في 16 (تشرين الأول) أكتوبر 2008 أطلق فيلم قصير جديد بعنوان «الساعات الأخيرة»، والذي يتضمن لقطات من الأفلام القصيرة السابقة مع لقطات جديدة من اللعبة. كما أظهرت التغيرات في مظهر هيل.

### مرحلة بيتا
انسومنياك أعلنت أنها تدير بيتا العامة في أكتوبر 2008. واحدة من الطرق لإعطاء المستهلكين الدخول إلى البيتا تنطوي على مرحلة ما قبل النظام من خلال برنامج جيم ستوب. اللاعبين الذين احتفظوا بنسختهم من جيم ستوب تلقو البطاقة التي تحتوي على رمز تسجيل البيتا. بمجرد التسجيل عن طريق الموقع الرسمي، ترسل قسيمة البيتا بالبريد الإلكتروني إلى العنوان المذكور. وبعد ذلك يمكن للمستخدمين بتحميل وتثبيت البيتا الخاصة بهم من مخزن البلاي ستيشن. بيتا العامة كانت متاحة من 24 حتى 29 أكتوبر. وتضمن ثلاث خرائط متعددة --سان فرانسيسكو، اوريك (كاليفورنيا) شيكاغو-- ويمكن أن يلعبه 8 لاعبين مشاركين في الحملة و60 لاعب متعدد على الإنترنت.

## الشخصيات

### ناثان هيل
الشخصية الرئيسية في كلا لعبتي المقاومة هو ناثان هيل، وهو في الاصل جندي من ولاية ساوث داكوتا. قبل وقوع أحداث من الألعاب، تورط هيل في حادثة أثناء مناورة بالأسلحة الحية مما ادي الي وفاة أغلب أعضاء فريقه واصابة بالغة لنفسه. ويرجع سبب الحادث الي نقص في الذخائر. وبعد أن تم تأهيل هيل جسديا وذهنيا، عاد هيل لتنفيذ المهمة. قادته من الضباط كثيرا ما يسندوا اليه المهمات عالية الخطورة وذلك لبراعته كجندى، ولكن كان هناك مخاوف مستمره حول صحته النفسية. تطوع هيل جنبا الي جنب مع جوردان شيبرد (و الذي سيصبح ديدالوس فيما بعد) في مشروع عسكري، والمعروف باسم مشروع أبراهام. ظاهريا كان المشروع مزعوما انه تجارب لايجاد علاج لوباء الإنفلونزا الأوروبية، ولكنه في الحقيقة كان اختبارا للقاح ضد فيرس الكيميرا. كان هيل هو الناجي الوحيد من فيرس الكيميرا لذلك اكتسب مناعه بسيطة ضد الفيرس. خلال أحداث المباراة الأولى للمقاومة، اصيب هيل بفيرس الكيميرا، ولكنه لم يتأثر به بشكل كامل. وقد اكتسب بعض السمات المعينة من كائن الكيميرا مثل، اصفرار العين، زيادة في القوة، ولكنه مكث متحكما في حالته العقلية. وفي بداية المباراة الثانية من المقاومة قام هيل بتشكيل فريق من المقاومين للفيرس والذين كلفوا بمهمة المساعدة في قيادة الصراع من اجل حماية الولايات المتحدة من كائن الكيميرا. وفي أثناء المقاومة 2 تتزايد اعراض الكيميرا علي هيل حتي نهاية اللعبة حيث يتحول بشكل كامل. ثم يتم إطلاق النار عليه من قبل منظمة الكابيلي الخاصة.

### الكيميرا
بسبب تعدد سلالات كائنات الكيميرا فان مظهرهم يتنوع بشكل كبير وفقا للمستقبل الاصلي للفيرس. وعموما هذه الكائنات تمتلك ما بين اثنين الي ستة عيون صفراء مضيئة وجلد اخضر شاحب. ولديهم كميات هائلة من السعة والقوة. بالإضافة الي القدرة علي إعادة الانبعاث وذلك بسبب السرعة الفائقة لعملية التحويل الغذائي، والتي تبلغ سرعتها أكثر 12 مرة من الإنسان. ولكن ذلك له سلبيات حيث ان كائنات الكيميرا ترتفع درجة حرارتها بسهولة، ولذلك فان الموطن المثالي لهم هي البيئات شديدة البرودة، ولمقاومة ذلك فان الكيميرا مزودة بنظام تبريد موجود في ظهورهم وهي تعمل بمجرد ان تولد في مراكز تحويل الكيميرا. تبدا معظم كائنات الكيميرا حياتها كبشر ادميين، ولكنهم يتحولوا في المرحلة الرابعة من عملية التحويل، أولا يصاب البشر بفيرس الكيميرا عن طريق حشرات الكيميرا وهذه الحشرات عليها ان تخرج من ابراج الكيميرا، ويمكن للكيميرا ان تصيب مدن باكملها في دقائق بالهجمات المتعددة، ثانيا، يقع الأشخاص المصابون بالكيميرا في غيبوبة، ثم يتم نقلهم الي مراكز التحويل عن طريق الكيميرا الناقلة، ثم يلف الشخص في شرنقة حيث يقوم فيرس الكيميرا بتغيير تركيبهم الداخلي والخارجي، والكيميرا الناتج تعود صفاته وقوتة الي الفيرس الذي اصيب به، واضعف شكل من الكيميرا هم المهجنين، وهم قريبي الشبه من البشر، حيث ان مدة حملهم تكون أقصر مدة، وعلي جانب اخر، فان الكيميرا الأكبر من ذلك تستغرق شهورا كي تصنع، ويتم صنعهم من اجساد بشرية متعددة، وأخيرا غرفة الولادة، حيث تخرج الكيميرا من شرانقها، ثم تزود اجسادهم بنظام التبريد.
قادة الكيميرا والمعروفين بالملائكة، لديهم قدرات لتبادل الإشارات لارسال الاوامر لكل جنود الكيميرا. وإذا تدمر هذا التواصل لاي سبب فان جنود الكيميرا لا يمكنها البقاء. ولمنع حدوث ذلك فان جميع الملائكة متصلين ببعضهم البعض. تكنولوجيا الكيميرا متفوقة بشكل كبير علي تكنولوجيا البشر، بالأسلحة التي يمكنها اختراق موطن الأعداء بل تصل الي حد يمكنها تحطيم الجدران. والكيميرا أيضا بارعه في صنع وتجهيز الروبوتات الصناعية الذكية لكي تساعدهم في هجومهم علي البشر مثل الربوتات العمالقة والملاحقون. الاصول الحقيقية للكيميرا ما زالت غير معروفة، والكيميرا لا تبنى معظم بناياتها، ولكن يمكنهم استخراجها ببساطه من المدينة، مثل ما في سوميرست حيث وجد هيل وكارتريت برج للكيميرا يتم استخراجه.
و هناك عناصر جديدة من الكيميرا تم ادخالها في المقاومة 2 قامت بدور «المغازل» والتي يفترض انها تصيب البشر مثلما تفعل زواحف الكيميرا، ولكنها أيضا تقوم بلف المصاب في شرنقة ضيقة، والتي يقضي دخلها فترة الحمل. وتلك الكيميرا التي تتكون من هذا التحول معروفة ب«العبوسين» وتشبه البشر في تكوينهم، ولكنها تملك الملامح المميزة المهجنه من الإنسان والكيميرا (الأنياب، العيون الصفراء، الأطراف الممدودة)-و تهاجم العبوسين اللاعبين بطريقة الغيبوبة حيث تغمر اللاعبين بعدد كبير من الشرانق عندما يقتربوا بقدر كافي منها.
و هناك العديد من سلالات الكيميرا الموجودة في المقاومة 2 -الغاضبين، الكراكن، المدمرون، المتضخمين، الشوكيون، مشقوقى الرأس، القافزين والعبوسين.
و لكن هناك القليل منهم من الملائكة، صانعي الارامل، الزواحف، الرافعات السنجابية، والعوائين.
المركبات المستخدمة من قبل الكيميرا لا تزال تشمل دبابات ستوكر وجالوت، ولكنها تشمل أيضا أنواع عديدة من المركبات الجوية الغير محدده.
هناك تغيير اخر مهم في أسلوب قيادة الكيميرا حيث انه بدلا من الملائكة فان الكيميرا حاليا تقع تحت قيادة ديدالوس (و هو جندى يسمى جوردان شيفارد وهو أيضا مشارك في مشروع ابراهام ولكنه استسلم تماما لتأثراتها). في الوضعية التعاونية المتعددة اللاعبين، يظهر نظام اخر، يتكون من قادة كتيبة الكيميرا والذين يعرفون ب«الرؤساء» و«المشرفين».
و هناك شيء اخر وهو الطائرات بدون طيار-و هي نظام جديد من الوحدات والتي لا تدار بالكيميرا ولكنها تفحص وتدمر أليا الروبوتات التي صممتها وانشأتها الكيميرا. ومن المثير للاهتمام انها تتعرف علي الأشياء التي تستهدفها أو التي لا تستهدفها من تركيباتها الجينية- وفي أحد اجزاء نهاية اللعبة (حينما يستسلم هيل تماما للإيرس الكيميرا) تقترب مجموعة من هذة الطائرات من هيل والفريق المرافق له حيث تقرأهم علي انهم محايدين وليسوا هدف ولا تهاجمهم.

## التسويق

### مشروع ابراهام
الحملة التسويقية للعبة المقاومة 2 تركزت حول لعبة حقيقة بديلة جديدة اسمها مشروع ابراهام ، وهو مشروع عسكري عالي السرية تديرة وزارة الحربية الأمريكية.
كانت هناك تفاصيل محددة عن طبيعة والغرض من المشروع معلنة وأخرى كانت غامضة وغير معلنة بالرغم من المحتوى الإضافي الذي تم وضعه علي الموقع الإلكتروني (تزامنا مع اخر تطورات المشروع) والذي يكشف عن الغرض من المشروع. وقد تم الكشف عن انه بحث صمم كخطوة أولى لإبادة فيرس الكيميرا والذي يصيب حاليا الملايين من الوروبيين. وقد استغرق فريق SRPA وهم خبراء بيوكيميائيين أكثر من شهرين لصياغة بدائل متعددة من الامصال لاستخدامها علي المتطوعين من البشر في محاولة لاكتشاف لقاح مضاد لهذا الوباء. ولكن في نهاية المطاف كانت النتائج غير مرضيه. وكانت هناك أغراض اخري وهي لفهم أفضل وللتعرف أكثر علي الفيرس. والمرحلة التالية من المشروع هي جمع كل الجنود المحصنيين معا كنخبة ممتازة -كرمز لقوة جنود المهام الصعبة-و المسماة «الحراس»، والمكرسة لمقاومة الاجتياح الوشيك للكيميرا في حين ان معظم سكان الولايات المتحدة مأمنين جيدا.
الشخصيات الرئيسية هم العقيد جرانت طومسون ودكتور كاسندرا اكلين «كاسي» (كاتي ساكوف، هو بطل اخر للرواية ; مع كل المحتوى المكتوب والمدون اما الموجه أو الذي وضعه اكلين حتي الآن)، ولكن هناك شخصيات اخري مدنية، أو عسكرية، أو غيرها قد تم ذكرها. والشخصيات الرئيسية الاخري هم الجنود السبعة والذين تطوعوا لهذا المشروع من وحدات عسكرية مختلفه، وقد تم احضارهم جميعا في مجمع مشروع ابراهام في ألاسكا (الموقع الخاص بالمشروع سري). المجموعة المختبره المسند اليهم هذا المشروع تتضمن الكابتن فرانك انطونى جينارو، الملازم أول جلين البرت كالن، الملازم كينيث دانبي، الرقيب تشانينج براون، الرقيب كيث تود اوستر، الرقيب ناثان هيل، الجندي جوزيف كابيلي، بنيامين ورنر، كريستوفر هاوثورن.
و بغض النظر عن المشروع نفسه، فان الملفات وافلام الفيديو توضح الحالة الشخصية لطاقم العاملين بالمشروع ; الجنود، الاستعداد للصمود امام احتمالية الموت، وسرد للتاريخ، مهن عسكرية، ملامح شخصية (و التي جمعها اكلين) والتي غالبا تنعكس علي افعالهم تجاه الاخرين. وهناك أيضا معلومات اخري عن تاريخ هيل وعائلته وعمله العسكري مسروده أيضا مع الإشارة الي وجود علاقه غراميه بين هيل وكاسي.

### مواقع أخرى
هناك موقع ثان يدعى أمريكا اولا وأمريكا فقط هو الموقع الإلكتروني لمنظمة تدعى «التحالف من أجل الاستقلال الأمريكي». التحالف هو مجموعة من المتطرفين العازمين على فضح حكومة الولايات المتحدة وأسرارها للجمهور. يعرض الموقع منطقة صغيره داكنه تحتوي علي أخبار الصحف، ومقر اخر يحتوي علي لوحة الأخبار، قصاصات أخبارية، النشرة الأخبارية أو صحف التحالفات، خزائن الملفات، و«مربع الملحوظات». وتنشر نشرات وصحف التحالفات كل يوم جمعه. وعند نشر مقالة جديده فان المقالات القديمة تخزن في خزائن الملفات لإمكانية الرجوع إليها ومشاهدتها في أي وقت. وتحصل الصحف ونشرات الأخبار علي أغلب معلوماتها من «الوكلاء» وهم الذين يقومون برفع مدونات سربانت من خلال مربع الملحوظات. والتحديث الدورى للموقع يقوم بالتفتيش علي المنطقة ويظهر الأخبار التي يبدو أنها كتبت في عجلة. والتحديثات الأخيرة تظهر الاله الكاتبة مع المدن الأمريكية المختلفة المدرجه عليها. عندما ميتة «إسقاط» قد ذكرت في المدينة، قد المشجعين الذهاب إلى مكان معين لاسترداد حقيبة قماش تحتوي على عنصر الشخصية لأحد المشاركين في المشروع وإبراهيم، وبوصلة، SRPA تي شيرت، وبطاقة قائمة رقم تسلسلي. وعند ذكر خبر عن وقوع قتلي في المدينة، قد يذهب المشجعون الي الموقع المذكور. هذا رقم تسلسلي يتم استخدامه لفتح فريقي الهزلي في إضافة جديدة إلى الموقع الثاني AFAO، الانبثاث.
و هناك موقع ثالث يدعى الحصول على وظيفة الحرب لقد تم اكتشاف ويمكن الحصول عليه مباشرة من المشروع ابراهام. على موقع آلة كاتبة تظهر جنبا إلى جنب مع المؤيدة والمناهضة للحرب الملصقات والبطاقات والكتيبات، والوثيقة التي اللاعب يمكن ملء ويحتمل ان تسبب الأحداث أن يحدث في المستقبل مثل مكالمة هاتفية أو مزيد من المعلومات عن الموقع / مواقع. قد بطاقات الأعمال إلى اليسار يمكن أن يسمى، المجاني، للاستماع إلى الرسالة الملهمة للتجنيد العسكري. آخر تحديث للموقع يبدو أنه احترق كل شيء تقريبا في عرض واستمارة التسجيل لم تعد متوفرة.
و هناك موقع رابع يدعى SrpaNet تم اكتشافه أيضا. انها واجهة قديمة للكمبيوتر المستخدم في المشروع ابراهام الموظفين وحكومة الولايات المتحدة. حتى الآن الخفية منها والعلنية المسلسل المدونات، وجدت في أماكن مختلفة على المشروع إبراهيم، وأدت إلى وثائق خفية والصور المتعلقة حلما صعب المنال، وما هو معروف عنها.

### جامعي الطبعة
لهواة جمع طبعة مجلدة الفن يتضمن الكتاب، وخاصة تغطية الفن، وهو في لعبة سلاح الجلد (أ Chimeran HVAP الشبح يسمى Minigun الغاشمة، والمدمرون استخدام نفس النوع)، والرقم عمل اللعبة الغريبة - الإنسان سباق الهجين، واضغاث أحلام. ويتضمن أيضا مكافأة بلو راي مع وراء الكواليس فتثرت، شريط فيديو يتضمن تفاصيل المباراة بديل الزمني التاريخي، نسخة رقمية من القضية # 0 الكتاب الهزلي للمقاومة، ومعاينة من رواية القادمة المقاومة «و تجمع العاصفة». لهواة جمع طبعة كانت تباع فقط في أمريكا الشمالية، وليس في أوروبا بسبب الإزعاج من ترجمة كل جانب من جوانب جامعي الطبعة إلى مختلف اللغات الرئيسية في القارة، مثل الإنكليزية والفرنسية والإسبانية الخ كما قال في SCEE المؤتمر الصحفي قبل إصدار اللعبة. وجامعي الطبعة bluray يحتوي أيضا على مخبأة بيضة عيد الفصح التي يمكن الوصول إليها من خلال مشاهدة المميزة «المقياس»، بضغط من الزمن على مفاتيح الأسهم عند عودتهم إلى القائمة، ثم الضغط على حق.

## بلاي ستيشن الصفحة الرئيسية
في 26 مارس، 2009، المؤرق الألعاب أصدرت المقاومة 2 SRPA الدعوى لالآلهة الذكور. الدعوى SRPA هو سلعة تباع وتشترى في البداية في مجمع للتسوق.
في 21 مايو، 2009، المؤرق الألعاب أصدرت مساحة مخصصة للمقاومة 2 في بلاي ستيشن 3 في المجتمع القائم على خدمة الإنترنت، إصدارات بلاي ستيشن الرئيسية في آسيا وأوروبا وأمريكا الشمالية. الفضاء يسمى ب «محطة المقاومة» وعلى غرار مستوى شيكاغو في المقاومة (2) ويضم شاشة فيديو يظهر مقطورات للمقاومة 2 (الآسيوية الرئيسية) ريزستنس: ريتريبوشن (أمريكا الشمالية الرئيسية)، وكذلك لعبة مصغرة بعنوان 'أربعة براميل من الغضب' الذي يأخذ المستخدمين في السيطرة على البرج الذي يظهر على شكل إصدار برج من المباراة HVAP الشبح. ويجب على اللاعب إسقاط السفن القادمة Chimeran متفاوتة في الحجم. اللعبة مقسمة إلى موجات. ويجب على اللاعب أن إسقاط السفن للحصول على نقاط. من حين لآخر يجب أن يدافع اللاعب عن 2 VTOL واردة واحدة تحمل وسائل النقل الصحية وغيرها من تعديل تحمل ذخيرة. إذا VTOLs هي دافع اللاعب برج يتم إصلاح الأضرار ومعالجتها من قبل برج طلقات ستتعزز طالما الذخيرة يدوم. هناك ثلاث جوائز مختلفة للوصول إلى موجة معينة أو عدد من النقاط في لعبة صغيرة. المكافأة الأولى هي قميص رجل وسيدة من المقاومة 2 لضرب الموج 4. إذا فاز المستخدمون على موجات من 1 إلى 4 برصيد 100 ٪ على كل موجة، فإنهم يحصلون على القبعة التي هي على غرار Chimeran الرائدة في الموجة (4) وإذا حصل المستخدمون على درجة 1،000،000، فإنهم يحصلون على هدويى المقاومة 2 من الذكور والإناث. لفترة محدودة في البداية الأوروبي، في المكان من حيث شاشة الفيديو في الإصدارات في آسيا وأمريكا الشمالية، كان هناك ملصق مع شفرة ترويجية على ذلك. المستخدمين 3،000 الأولى التي افتدى رمز تحظى من الذكور والإناث المقاومة : تى شيرت الجزاء. مقطورة للمقاومة : الجزاء الذي حل محل لأصحابها. تم إصدار هذا الفضاء في النسخة اليابانية في 10 سبتمبر 2009.
بالإضافة إلى الفضاء، يمكن للمستخدمون تماما في لعبة إطلاق المقاومة 2. إطلاق اللعبة يتيح للمستخدمين إنشاء تنافسية أو المشاركة في اللعبة المرجع في البداية، يكون الناس الانضمام اللعبة، ثم إطلاق مباشرة من الصفحة الرئيسية في اللعبة. يمكن للمستخدمين اقامة مباراة تنافسية تصل إلى 32 لاعبا، وتصل إلى 8 لاعبين للتعاونية.

## الاستقبال
| الدرجات الإجمالية | الدرجات الإجمالية |
| المجموع           | نقاط              |
| ----------------- | ----------------- |
| غيم رانكينغز      | 87%               |
| ميتاكريتيك        | 87/100            |
| نتائج المراجعة    |                   |
| نشرة              | نقاط              |
| 1أب.كوم           | B+                |
| يورو غيمر         | 10/10             |
| غيم برو           | 4/5               |
| غيم سبوت          | 9/10              |
| غيم سباي          | 4.5/5             |
| غيم تريلرز        | 9.1/10            |
| آي جي إن          | 9.5/10            |
| إكس-بلاي          | 5/5               |

| جوائز | جوائز                                                       |
| نشرة  | جائزة                                                       |
| ----- | ----------------------------------------------------------- |
|       | Best Shooting Game on PlayStation 3 of E3 2008, IGN         |
|       | Best Muliplayer Experience on PlayStation 3 of E3 2008, IGN |
|       | Best Shooter on PlayStation 3 of 2008, IGN                  |
|       | Best Online Multiplayer on PlayStation 3 of 2008, IGN       |
|       | Best Online Game of E3 2008, GameTrailers                   |
|       | Best First-Person Shooter of E3 2008, GameTrailers          |
|       | Best First-Person Shooter of 2008, GameTrailers             |
|       | Most Improved Sequel of 2008, GameSpot                      |

المقاومة 2 قد لقي استقبالا جيدا من قبل النقاد، مع النتيجة الإجمالية الحالية ميتاكريتيك من 87 من أصل 100، على أساس 77 الاستعراضات،  ولعبة التصنيف الكلي من 87 ٪، على أساس 58 الاستعراضات.
انه حصل على علامة 9 / 10 من مجلة بلاي ستيشن الرسمية في المملكة المتحدة، الذي قال انه، لأنها كانت تود، «أجمل وshootier»، و9.5/10 من IGN، انتخب هناك للحصول على جائزة اختيار المحرر. كما أنها حصلت على علامة 9 / 10 من مجلة بلاي ستيشن الرسمية أستراليا. الجغرافية عام أثنى على وجه الخصوص لعبة لحملتها لاعب واحد ومتعددة على شبكة الإنترنت، فضلا عن حجم وتفاصيل ومستوى التصميم، مشيرا إلى أن أرباب العمل من شأنه «جعل لكم قطرة الفك». GameRac أعطى المقاومة 2 إلى 8 / 10، قائلا ان المباراة كانت «مذهلة ورسومات لاعب واحد هو تحسين»، كما أنها لانتخاب كل من جائزة اختيار المحرر وأكثر من المتوقع لعبة جائزة. باعت المقاومة 2 ما يقرب من 403،000 نسخة في جميع أنحاء العالم لأول مرة في الأسبوع.
استعراضات أخرى تشمل Gameplayer، الذي حصل على لعبة 9 / 10، NZGamer، والذي يصنف اللعبة مع 9.2/10،  Gamepro، الذين صنفوا في المباراة 4 / 5، معلنا انه "من أكبر وأكثر وأفضل من الأول "و تحسين بناء على الصيغة التي وضعتها سابقتها في كل شيء تقريبا"، والعاشر اللعب، والذي يصنف المقاومة 2 5 / 5 في الثناء.

## الروابط الخارجية
- المقاومة 2 الموقع الرسمي
- المقاومة 2 الموقع الرسمي الأوروبي
- 2 المقاومة في PlayStation.com
- ساهد موقع ألعاب

- المقاومة الاتحاد المقاومة مروحة الموقع